# Stretto di Hecate

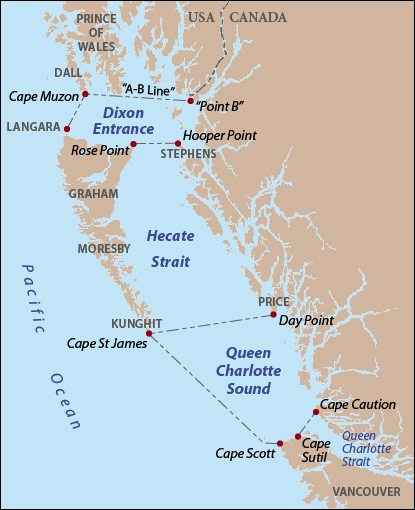
Lo stretto di Hecate con le delimitazioni indicate dal BC Geographical Names Information System (BCGNIS) per la dibattuta suddivisione delle acque territoriali tra Canada e Stati Uniti.

Lo stretto di Hecate (in lingua haida K̲andaliig̲wii, o siigaay che significa "oceano") è un ampio e poco profondo stretto tra l'arcipelago canadese delle Haida Gwaii (precedentemente note come Queen Charlotte Islands o "Isole Regina Carlotta") e la Columbia Britannica, nella costa occidentale del Canada, nell'Oceano Pacifico.

## Etimologia
Lo stretto di Hecate ricevette l'attuale denominazione dal capitano della marina inglese George Henry Richards nel corso delle sue esplorazioni condotte tra il 1861 e il 1862, in riferimento alla sua nave da esplorazione la HMS Hecate.

## Caratteristiche
Lo stretto di Hecate confluisce nel Queen Charlotte Sound a sud e nella Dixon Entrance a nord. Lo stretto ha una larghezza di circa 140 km nella sua parte meridionale, restringendosi poi fino a circa 48 km nella parte settentrionale. La sua lunghezza è di circa 260 km.
Secondo il BC Geographical Names Information System (BCGNIS), il servizio geografico della Columbia Britannica, il limite meridionale dello stretto di Hecate è definito dalla linea che va dal punto più a sud dell'Isola di Price a Cape St. James nell'isola di Kunghit, il punto più meridionale delle isole Haida Gwaii.
Il limite settentrionale è definito dalla linea che va da Rose Point, l'estremo nordest dell'Isola di Graham, a Hooper Point nell'estremità settentrionale della Stephens Island, al largo della terraferma.